# Cordalba
Cordalba – miasto w Australii, w stanie Queensland.